# Gelbkopf-Erdschildkröte
Die Gelbkopf-Erdschildkröte (Vijayachelys silvatica) ist eine Schildkrötenart aus der Familie der Altwelt-Sumpfschildkröten (Geoemydidae). Sie gehörte lange Zeit zu den Zacken-Erdschildkröten (Geoemyda), wurde aber 2006 von Praschag et al. in die monotypische Gattung  Vijayachelys überführt.

## Merkmale
Diese Schildkrötenart kann eine Panzerlänge von 14 cm erreichen, wobei die Weibchen meist etwas größer als die Männchen sind. Damit handelt es sich um die kleinste Schildkrötenart Indiens. Im Gegensatz zur Chinesischen und Japanischen Zacken-Erdschildkröte ist das Ende des Carapax bei ausgewachsenen Exemplaren glatt und nicht gezackt. Lediglich bei Jungtieren ist das Ende des Carapax leicht gezähnt. Die Gelbkopf-Erdschildkröte besitzt einen stark ausgeprägten Hakenschnabel.
Der Carapax der Männchen ist kastanienbraun, das Plastron (Bauchpanzer) ist gelblich gefärbt. Der Kopf der Männchen ist schwarz, die Schnauze ist rot gefärbt. Bei den Männchen ist der gesamte Kiefer gelb gefärbt, bei den Weibchen nur der Unterkiefer. Dem gelben Kiefer verdankt diese Schildkröte ihren Namen. Im Vergleich zu Weibchen und Jungtieren sind Männchen eher dunkel und kontrastreicher gefärbt. Der Carapax der Weibchen ist hellzimt- bis umbrabraun gefärbt, das Plastron lederfarben bis mattgelb getönt. Bei ausgewachsenen Weibchen ist der Kopf oft stark rot gefärbt. Die Färbung der Jungtiere sieht eher den Weibchen als den Männchen ähnlich.

## Fortpflanzung
Paarungen finden vor allem in der Regenzeit von Juni bis November statt. Daraufhin werden ein bis zwei Gelege mit jeweils einem bis vier (üblicherweise zwei) Eiern gelegt, das erste zwischen Oktober und Dezember und möglicherweise ein zweites zwischen Februar und April. Bei einer Temperatur von 27 Grad Celsius dauert es 91 bis 96 Tage bis zum Schlüpfen. Die Carapaxlänge der überwiegend hellbraunen Schlüpflinge beträgt 37 bis 40 Millimeter.

## Ernährung und Verhalten
Die Aktivität der Schildkröten ist stark vom Niederschlag und der Luftfeuchtigkeit abhängig. Bei hoher Feuchtigkeit sind diese Tiere aktiv, während sie in den trockenen Monaten einen so genannten Trockenschlaf halten. Die Gelbkopf-Erdschildkröte jagt und lebt sehr versteckt im Unterholz und zwischen Steinen. Aufgrund ihrer Färbung ist sie im Unterholz gut getarnt. Helle und sonnige Plätze werden gemieden. Ihre Bevorzugung feuchter Umgebungen zeigt sich auch am Algenbewuchs auf dem Panzer.
Zum Nahrungsspektrum gehört sowohl pflanzliche als auch tierische Kost, sie ernährt sich somit omnivor. Beispielsweise werden Tausendfüßer, Schnurfüßer, Würmer, Schnecken (unter anderem die endemische Art Indrella ampulla), Käfer, Blätter und verschiedene Früchte (beispielsweise Feigen, Glycosmis arborea und Diospyros buxifolia) gefressen.

## Verbreitung und Lebensraum
Die Gelbkopf-Erdschildkröte tritt in den südlichen Westghats, einem Gebirgszug in Südwest-Indien, endemisch auf. Dort lebt sie in immergrünen und halb-immergrünen Wäldern. Meist tritt sie in Höhen zwischen 400 und 500 Metern Höhe über dem Meeresspiegel auf. Der Sommer und der Herbst in diesen Gebieten ist sehr regenreich, während die Monate Dezember bis April sehr trocken sind.

## Naturschutz und Gefährdung
Aufgrund ihrer Seltenheit genießt die Gelbkopf-Erdschildkröte in Indien strenge nationale Schutzbestimmungen. Der Fang, Handel und Besitz dieser Schildkröten ist verboten. Die Art wird durch mehrere indische Nationalparks geschützt. Diese Nationalparks sollen die Bevölkerung auf die Gefährdung dieser Art aufmerksam machen und ein Bewusstsein für den Naturschutz schaffen. 
Die Zerstörung der natürlichen Habitate trägt zur Gefährdung der Schildkröte bei. Wälder werden zum Zwecke des Gummi-, Tee-, Kaffee-, Kardamom- und Opiumanbaus gerodet. Gelbkopf-Erdschildkröten werden aber auch zum Verzehr gejagt und durch Waldbrände bedroht.

## Nachzucht
Die schwierige Nachzucht der extrem seltenen Geldkopf-Erdschildkröte ist in Gefangenschaft bis Anfang 2024 vermutlich nur Shannon und Peter Praschag, der auch wissenschaftlicher Namensgeber der Schildkrötengattung ist, in der grazer Zuchtstation "Turtle Island" gelungen.